# Piero Caserini
Piero Caserini (* 23. Dezember 1901 in Rom; † nach 1952) war ein italienischer Drehbuchautor und Produktionsleiter.

## Leben
Caserini, der Sohn des Stummfilmregisseurs Mario Caserini, trat Anfang der 1920er Jahre als Darsteller in mehreren Stummfilmen auf. Ab 1939 arbeitete er hinter der Kamera und war bis 1950 in verschiedenen Funktionen, meist als Regieassistent oder Drehbuchautor tätig. 1950 war er als Produktionsleiter am Film Zwischen Liebe und Laster beteiligt.
Nach seiner einzigen Regiearbeit, dem 1952 entstandenen Redenzione, einem Melodram, zog er sich aus der Branche zurück.

## Filmografie (Auswahl)
- 1920: La modella (Darsteller)
- 1920: Fiori d'arancio (Darsteller)
- 1921: Caterina (Darsteller)
- 1934: Kiki (Darsteller)
- 1939: Equatore (Produktionsleiter)
- 1941: Melodie der Liebe (Amami, Alfredo!) (Produktionsleiter)
- 1950: Zwischen Liebe und Laster (Alina) (Produktionsleiter)
- 1952: Redenzione (Regisseur)